# Kore (satélite)
Kore (Κόρη griego), o Júpiter XLIX, es un satélite retrógrado irregular de Júpiter. Fue descubierto por un equipo de astrónomos de la Universidad de Hawái dirigidos por Scott S. Sheppard, en el año 2003, y recibió la designación provisional de S/2003 J 14.
Kore tiene unos 2 kilómetros de diámetro, y orbita a Júpiter a una distancia media de 23,239 millones de km en 723.720 días, con una inclinación de 141° a la eclíptica (139° al ecuador de Júpiter), en dirección retrógrada y con una excentricidad de 0,2462.
Fue nombrada en octubre de 2005 en honor a Kore (Core), una deidad de la mitología griega.
Pertenece al grupo de Pasífae, compuesto de los satélites irregulares retrógrados de Júpiter en órbitas entre los 23 y 24 millones de km y en una inclinación de alrededor de 155°.